# Jilin
Jilin (kin. 吉林)– kineska provincija. Nalazi se na sjeveroistoku zemlje, gdje graniči sa Sjevernom Korejom i Rusijom na istoku, s provincijom Heilongjiang na sjeveru, s Liaoning na jugu i s Unutrašnjom Mongolijom na zapadu.
Jilin ima površinu od 190,000 četvornih kilometara i 27,3 milijuna stanovnika. Glavni grad je Changchun, koji se nalazi 113 kilometara zapadno od grada Jilina. Provincija je bogata prirodnim mineralnim naslagama s 136 različitih vrsta minerala, od kojih je 70 već izvađeno. Ima obilje od oko 27000 vrsta biljaka i 9000 vrsta ljekovitog bilja. Također bogata je velikim rezervama: nafte, plina, ugljena, nikla, molibdena, grafita, gipsa, zlata i srebra; njegove rezerve naftnog škriljca su ponajveće u Kini. 
Rijeke Yalu i Tumen na krajnjem jugozapadu zajedno čine granicu između Narodne Republike Kine i Sjeverne Koreje. 
Klima je sjeverna kontinentalna s monsunima i dugim, hladnim zimama i kratkim i toplim ljetima. Prosječna siječanjska temperatura u rasponu je od -20 do -14 °C. Oborina u prosjeku ima od 350 do 1000 mm.
Veći gradovi u ovoj pokrajini su: Changchun, Jilin, Baishan, Baicheng, Siping, Yanji, Songyuan, Tonghua i Liaoyuan.
Jilin naseljavaju Han Kinezi, Mandžurci, Hueji, Mongoli i Xibe. Većina etničkih Korejaca živi u autonomnoj prefekturi Yanbian.

## Galerija
- Granica između Kine i Sjeverne Koreje.
- Most Linjiangmen.
- Jezero Songhuahu
- Yanji